# کی شیگه‌فوسا

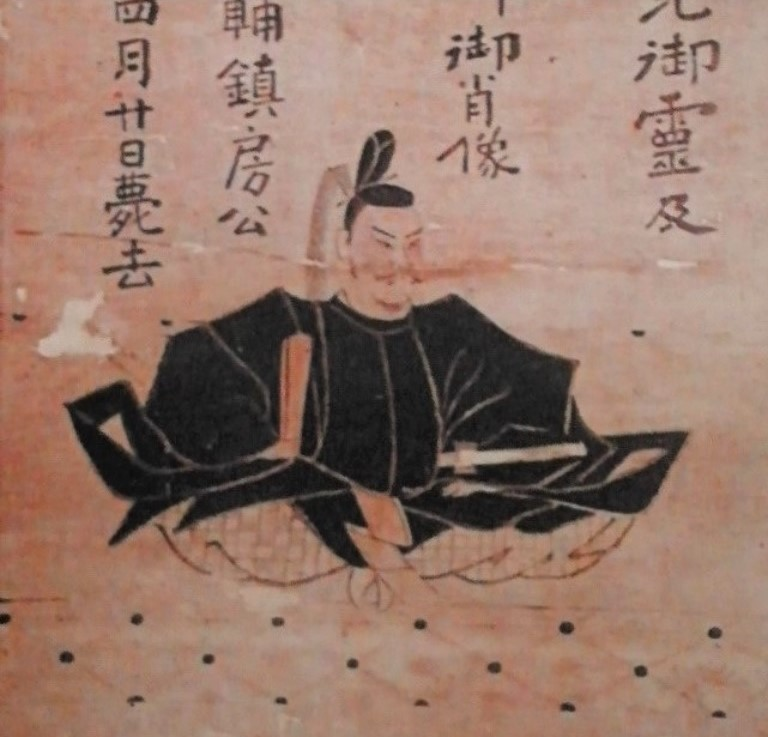
کی شیگه‌فوسا

کی شیگه‌فوسا (به ژاپنی: 城井 鎮房 きい しげふさ)، اوتسونومیا شیگه‌فوسا؛ (۱۵۳۶ تولد – ۱۵ مه ۱۵۸۸ مرگ) یک سنگوکودایمیو در ولایت بوزن در دوره سنگوکو و دوره آزوچی-مومویاما بود. او صاحب قلعه کی دانی بود. گفته می‌شود که او مردی با قدرت بدنی کم‌نظیر و در کمان قدرتمند بود. شیگه‌فوسا اوتسونومیا، از نوادگان خانواده‌ای که از زمان‌های قدیم بر ولایت بوزن حکومت می‌کردند، به شدت از این که قلمرو حکمرانی او توسط کورودا یوشیتاکا به دلیل دستور تویوتومی هیده‌یوشی برای تغییر قلمرو متعلق به او تصرف شده بود، ناراضی بود.

## نبرد شدید بین شیگه‌فوسا اوتسونومیا وخاندان کورودا
در سال ۱۵۸۷، در جریان آرام سازی کیوشو، کورودا ناگاماسا با حمله به قلعه هیوگا تاکابه به موفقیت بزرگی دست یافت. پس از جنگ، به کورودا یوشیتاکا ۱۲۵۰۰۰ ککو در ناکاتسو، ولایت بوزن، بر اساس دستاوردهای پدر و پسر داده شد. با این حال، دلجویی از نیروهای محلی بوزن دشوار بود. یکی از اربابان قدرتمند فئودال، اوتسونومیا شیگه‌فوسا (کی شیگه‌فوسا) بود و به دلیل نگرانی از مشکلات حاکمیت بعدی ولایت بوزن، به شیگه‌فوسا دستور داد تا پس از انقیاد کیوشو به ولایت ایو برود. اگرچه این انتقال با افزایش تعداد قلمروها همراه بود، شیگه‌فوسا به سرزمین آبا و اجدادی خود چسبید و از پذیرش مهر قرمز خودداری کرد و خشم هیده‌یوشی را برانگیخت.
ناگاماسا با درک اینکه حل و فصل مسالمت‌آمیز مسائل در این دوره غیرممکن است، به قلعه کی دانی حمله کرد، اما در برابر تاکتیک‌های چریکی شیگه‌فوسا که یک مزیت جغرافیایی داشت، کار سختی را پشت سر گذاشت. از این رو پدر و پسر کورودا از استراتژی مستمر قلعه سازی و قطع تدارکات استفاده کردند و یکی یکی دیگر نیروهای محلی را مورد حمله قرار دادند و آنها را شکست دادند. این موفقیت‌آمیز بود و اوضاع برعکس شد و در اواخر دسامبر، شیگه‌فوسا به این شرط که دختر ۱۳ ساله اش، تسوروهیمه، به عنوان گروگان پیشنهاد شود، پیشنهاد صلح داد که پذیرفته شد و شیگه‌فوسا سوگند اطاعت خور. با این حال، او نتوانست تأیید هیده‌یوشی را به دست آورد. کورودا ناگاماسا می‌دانست که نمی‌تواند تأیید هیده‌یوشی را جلب کند،
او تصمیم گرفت خانواده کی را نابود کند.
در ۲۰ آوریل ۱۵۸۸، کورودا ناگاماسا، شیگه‌فوسا را به قلعه ناکاتسو دعوت کرد، اما دست نشاندگان او در معبد گوگنجی در شهر قلعه باقی ماندند. شیگه‌فوسا با چند نفر از همراهانش وارد قلعه ناکاتسو شد و در یک مهمانی مشروب خوری توسط ناگاماسا ترور شد. سپس نیروهای کورودا به معبد گوگن جی اعزام شدند و پس از یک مبارزه شمشیر، همه دست نشاندگان خاندان کی کشته شدند. علاوه بر این، نیروهای کورودا به قلعه کی دانی حمله کردند، آن را تصرف کردند و پدر شیگه‌فوسا، ناگافوسا را کشتند. علاوه بر این، پسر ارشد شیگه‌فوسا، کی توموفوسا، به دنبال کورودا تاکاناکا برای سرکوب شورش به جبهه رفت، اما توسط تاکاناشی در ولایت هیگو ترور شد. پس از اینکه موفق شد قدرت خاندان کی را از بین ببرد، ناگاماسا، «تسوروهیمه» که گروگان بود را به همراه ۱۳ خدمتکار در سنبونماتسوگاوارا در هیروتسو، در سواحل رودخانه یاماکونی، به صلیب کشیدند.